# Balingoán
Balingoán es un municipio filipino de quinta categoría, situado en la parte sudeste de la isla de Mindanao. Forma parte de la provincia de Misamis Oriental situada en la Región Administrativa de Mindanao del Norte en cebuano Amihanang Mindanaw, también denominada Región X. 
Para las elecciones está encuadrado en el Primer Distrito Electoral.

## Geografía

### Comunicaciones
Situado 86 kilómetros al norte de  Cagayán de Oro, alrededor de 1,5 horas en autobús.
El puerto de Balingoan comunica con la isla de Camiguín. 

### Barrios
El municipio  de Balingoán se divide, a los efectos administrativos, en 9 barangayes o barrios, conforme a la siguiente relación:
| - Baukbauk (Población) - Dahilig | - Kabangasán - Kabulakán | - Kausguagán (Kauswagan) - Lapinig (Población) | - Mantangale - Mapua - San Alonzo |

## Historia
La provincia de Misamis, creada en 1818, formaba parte de la Capitanía General de Filipinas (1520-1898). Estaba dividida en cuatro partidos. El Partido de Cagayán, con Cagayán, Iponán, Molugán, Hasaán y Salay.

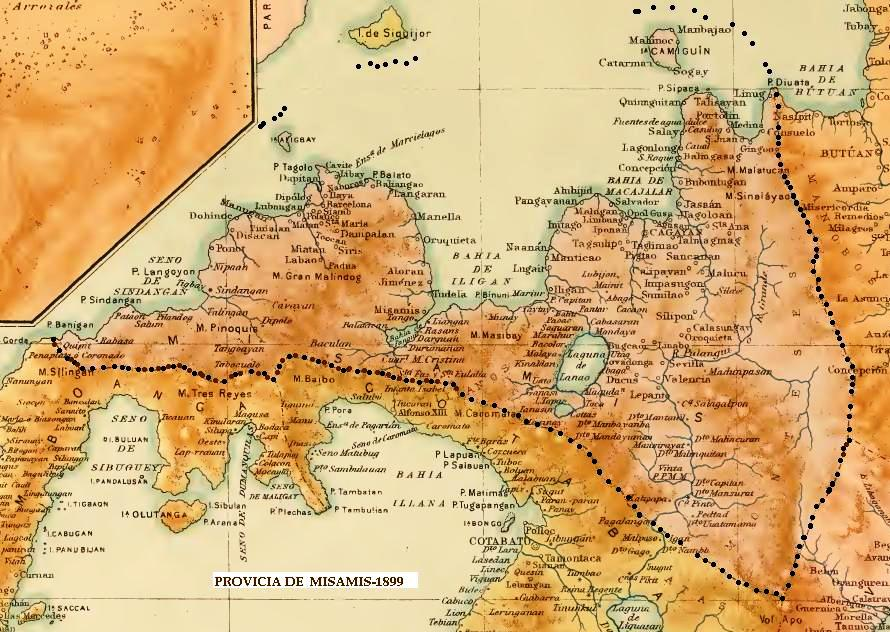
El Distrito 2º de Misamis en 1899.

A finales del siglo XIX la isla de Mindanao se hallaba dividida en siete distritos o provincias, uno de los cuales era el Distrito 2º de Misamis, su capital era la villa de Cagayán de Misamis y del mismo dependía la comandancia de Dapitan. Uno de sus pueblos era Talisayán que entonces contaba con una población de  5.877 almas. Sus visitas eran   Balingoán, Quinuguitán, Santa Inés, San Miguel y Portolín;
A principios del siglo XX, durante la ocupación estadounidense de Filipinas, Balingoán era un barrio de Talisayán, uno de los 15 municipios que formaban la provincia de Misamis.
Este municipio fue creado el 1 de marzo de 1952.

### Etimología
Según la leyenda local, que deriva su nombre de la palabra nativa baling ni Juan, en español red de pesca de Juan.